# Giuseppe Josca
Giuseppe Josca (Melfi, 29 febbraio 1928 – 9 marzo 2014) è stato uno scrittore e giornalista italiano.

## Biografia
Nato a Melfi da genitori lucani, lavorò come cronista RAI fino al 1959, anno in cui entrò nella testata del Corriere della Sera, come corrispondente per l'estero.
Molti dei suoi libri, come pure i suoi articoli, nascono da esperienze di lavoro all'estero.
Ha scritto diversi saggi e biografie di personaggi illustri.
Nel 2007 ha ricevuto il Premio giornalistico Città di Salerno.

## Opere
Tra le sue opere si ricordano: 
- L'isola dove cominciò il futuro
- La Terra promessa due volte
- C'era una volta il Sud